# Joseph William Tobin

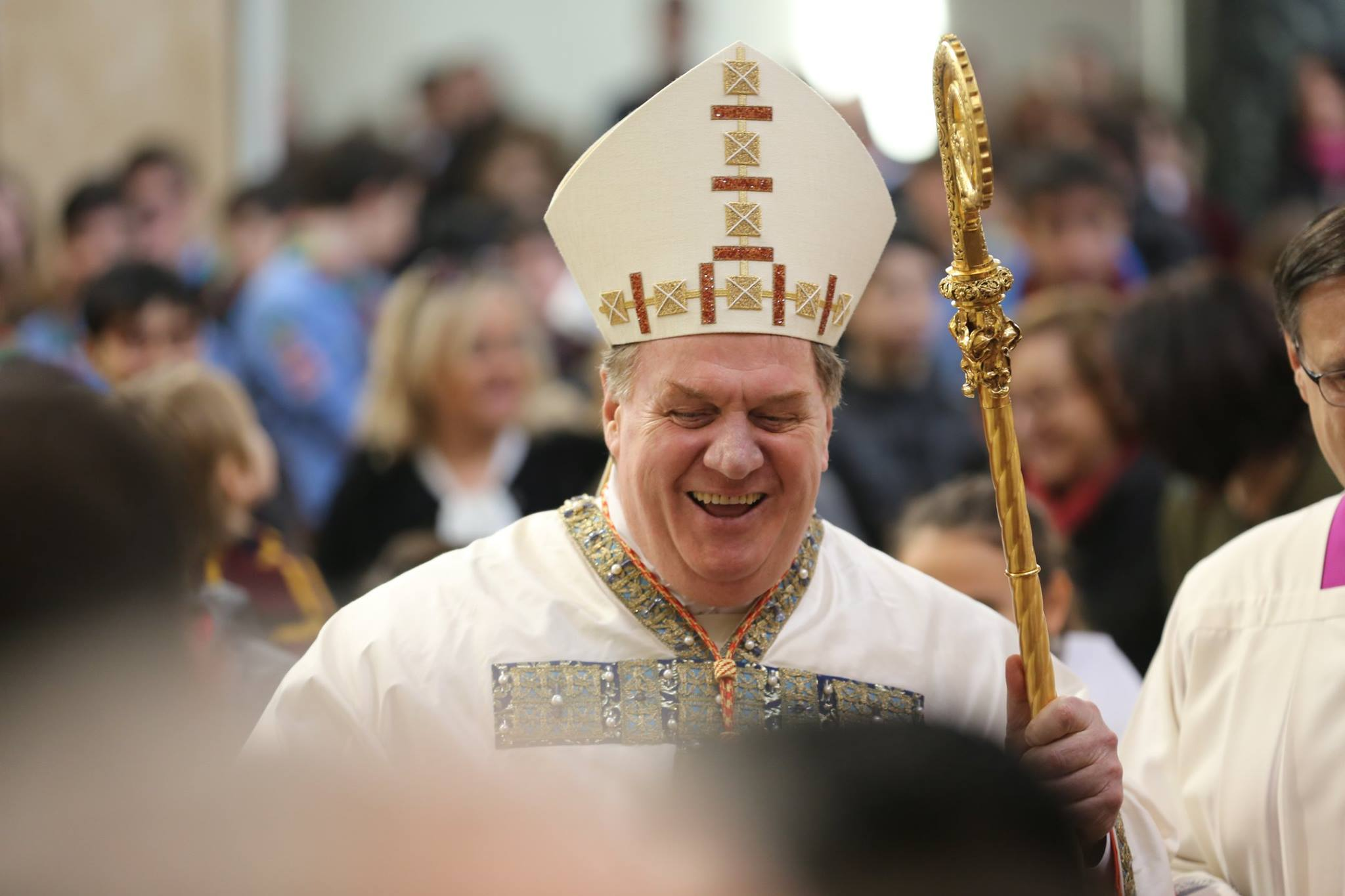
Joseph William Tobin CSSR (2017)

Kardinalswappen

Joseph William Kardinal Tobin CSsR (* 3. Mai 1952 in Detroit, USA) ist ein US-amerikanischer Geistlicher und römisch-katholischer Erzbischof von Newark.

## Leben
Joseph William Tobin trat nach seiner Schulzeit der Ordensgemeinschaft der Redemptoristen bei und legte am 5. August 1972 die zeitlichen Gelübde ab. 1975 erwarb er am Holy Redeemer College in Waterford das Baccalauréat im Fach Philosophie. Am 21. August 1976 legte Tobin die ewigen Gelübde ab. Joseph William Tobin erwarb 1977 einen Master im Fach Religionspädagogik. Er empfing am 1. Juni 1978 das Sakrament der Priesterweihe. 1979 erwarb Tobin am Mount Saint Alphonsus Major Seminary in Esopus einen Master in Pastoraltheologie.
Von 1979 bis 1984 war Joseph William Tobin Pfarrvikar der Pfarrei Holy Redeemer in Detroit und von 1984 bis 1990 war er Pfarrer derselben Pfarrei. Tobin war zudem von 1980 bis 1986 Bischofsvikar des Erzbistums Detroit und Mitarbeiter des Diözesangerichts. Er war von 1990 bis 1991 Pfarrer der Pfarrei Saint Alphonsus in Chicago. 1991 wurde Joseph William Tobin Generalkonsultor der Redemptoristen und am 9. September 1997 Generaloberer der Redemptoristen. Am 26. September 2003 wurde er in diesem Amt bestätigt. 2003 wurde Tobin zudem Vizepräsident der Union der Generaloberen. Joseph William Tobin war von 2001 bis 2009 Mitglied des Rates für die Beziehungen zwischen der Kongregation für die Institute geweihten Lebens und für die Gesellschaften apostolischen Lebens und der Internationalen Union der Generaloberen. Tobins Amtszeit als Generaloberer der Redemptoristen endete am 4. November 2009. Papst Benedikt XVI. bestellte ihn am 31. Mai 2010 zum Apostolischen Visitator für die Ordensgemeinschaften in Irland.
Papst Benedikt XVI. ernannte ihn am 2. August 2010 zum Titularerzbischof von Obba und bestellte ihn zum Sekretär der Kongregation für die Institute geweihten Lebens und für die Gesellschaften apostolischen Lebens. Die Bischofsweihe spendete ihm am 9. Oktober 2010 Kardinalstaatssekretär Tarcisio Bertone SDB im Petersdom; Mitkonsekratoren waren der Kardinalvikar für das Bistum Rom, Agostino Kardinal Vallini, und der Präfekt der Kongregation für die Institute geweihten Lebens und für die Gesellschaften apostolischen Lebens, Franc Kardinal Rodé CM.
Am 18. Oktober 2012 ernannte Papst Benedikt XVI. ihn zum Erzbischof von Indianapolis. Die feierliche Amtseinführung (Inthronisation) fand am 3. Dezember desselben Jahres statt.
Papst Franziskus ernannte Tobin am 7. November 2016 zum Erzbischof von Newark.
Kurz nach der Ernennung zum Erzbischof von Newark nahm ihn Papst Franziskus im Konsistorium vom 19. November 2016 als Kardinalpriester mit der Titelkirche Santa Maria delle Grazie a Via Trionfale in das Kardinalskollegium auf. Die Amtseinführung als Erzbischof von Newark fand am 6. Januar 2017 statt.
Am 6. Juni 2019 ernannte ihn Papst Franziskus zum Mitglied der Kongregation für das Katholische Bildungswesen. Am 11. November 2019 ernannte ihn der Papst zum Mitglied des Päpstlichen Rates für die Kultur. Am 4. Juli 2020 ernannte ihn Papst Franziskus zum Mitglied des Päpstlichen Rates zur Förderung der Einheit der Christen und am 4. März 2021 zum Mitglied der Kongregation für die Bischöfe. Am 21. Juni 2021 berief ihn Papst Franziskus zum Mitglied der Apostolischen Signatur. Am 18. Februar 2023 ernannte ihn Papst Franziskus zum Mitglied des Dikasteriums für die Kultur und die Bildung, in dem die vormalige Kongregation für das Bildungswesen und der Päpstliche Rat für die Kultur aufgegangen waren. Nach dem Tod von Papst Franziskus nahm Kardinal Tobin am Konklave 2025 teil, das Leo XIV. wählte.
Joseph William Tobin spricht neben Englisch auch Französisch, Italienisch, Portugiesisch und Spanisch.